# Denise Curry
Denise Marie Curry (Fort Benton, 22 agosto 1959) è un'ex cestista e allenatrice di pallacanestro statunitense.

## Carriera
Con gli Stati Uniti ha disputato i Giochi olimpici di Los Angeles 1984 e due edizioni dei Campionati mondiali (1979, 1983).